# Republiken Montenegro (1992–2006)
Republiken Montenegro var en federal enhet inom Socialistiska federativa republiken Jugoslavien åren 1992-1992, samt inom Federala republiken Jugoslavien åren 1992-2003 och en stat inom unionen Serbien och Montenegro åren 2003-2006. Montenegros självständighetsförklaring 2006 ledde till att unionen med Serbien upphörde.

### Fotnoter
1. ↑  ”Montenegro” (på engelska). World Statesmen. http://www.worldstatesmen.org/Montenegro.html. Läst 7 november 2014.